# Notaulax rectangulata
Notaulax rectangulata är en ringmaskart som beskrevs av Levinsen 1884. Enligt Catalogue of Life ingår Notaulax rectangulata i släktet Notaulax och familjen Sabellidae, men enligt Dyntaxa är tillhörigheten istället släktet Notaulax och familjen Sabellariidae. Arten är reproducerande i Sverige. Inga underarter finns listade i Catalogue of Life.